# Ween
Ween es un grupo de rock alternativo estadounidense, formado a mediados de los años 80 por Aaron Freeman y Mickey Melchiondo, que utilizan los seudónimos de Gene Ween y Dean Ween respectivamente. Melchiondo y Freeman se conocieron en 1984 en New Hope, Pensilvania, cuando ambos tenían 14 años, e inmediatamente formaron el grupo. Al poco tiempo comenzaron a editar casetes por su cuenta, hasta que en 1990 editaron su primer LP, GodWeenSatan: The Oneness, por medio de un sello independiente. En 1992 el dúo editó Pure Guava, su primer álbum con un sello grande (Elektra Records). Aunque el grupo siguió editando material por medio de sellos "grandes" durante los años 90, también fundó su propio sello independiente, Chocodog.
La banda es reconocida por su eclecticismo y por su estilo que ha sido descrito como posmoderno, en el que combinan letras humorísticas, surreales y políticamente incorrectas (en sus primeros álbumes), voces distorsionadas y una gran cantidad de influencias de artistas a los que homenajean o parodian. Esto llevó a muchos críticos a considerar al grupo como una banda que se dedica a hacer parodias, descripción que el grupo rechaza. 
Con el tiempo el dúo logró obtener un importante culto de seguidores, y algunos de sus álbumes, como Chocolate and Cheese y The Mollusk, obtuvieron reconocimiento por parte de la crítica. A pesar de esto, y pese a haber obtenido algo de éxito comercial (con canciones como "Push Th' Little Daisies"), la banda es poco conocida en el mainstream. Sin embargo, bandas como Phish han versionado canciones del grupo, y otras, como MGMT, Sound of Urchin y CKY, han sido influenciadas por el mismo.

## Historia

### Inicios (1984-1989)
El grupo se formó en el año 1984 en New Hope, Pensilvania, luego de que Aaron Freeman y Mickey Melchiondo se conocieran en una clase de mecanografía, a la edad de 14 años, por medio de un amigo que tenían en común llamado Scott Lowe. El mismo día en que se conocieron comenzaron a grabar bajo el nombre de Ween en la casa de Melchiondo. Al poco tiempo desarrollaron una mitología propia sobre la base de una deidad denominada Boognish (que según el dúo inspiró a la creación del grupo) y tomaron los nombres de Gene Ween y Dean Ween respectivamente. Al poco tiempo, el dúo comenzó a componer canciones y a realizar grabaciones caseras. Una de ellas fue Synthetic Socks, un álbum solista de Freeman, que se editó por medio de un sello llamado TeenBeat Records. La primera grabación de Ween fue una cinta titulada The Crucial Squeegie Lip, la cual editaron independientemente en el año 1987 por medio de su propio sello, al que denominaron Bird O' Pray. Al poco tiempo editaron otros tres trabajos, titulados Axis: Bold as Boognish, The Live Brain Wedgie/WAD LP (que recopilaba grabaciones de presentaciones en vivo) y Prime 5. En un recital en el que actuaban de teloneros de Skunk (la banda de un amigo del dúo, Claude Coleman Jr., quien luego se convertiría en el baterista de la banda), Ween llamó la atención del sello independiente Twin/Tone Records, con el que ambas bandas firmaron un contrato poco tiempo después.

### Primeros LP (1990-1991)
El 1990 el dúo editó, por medio de Twin/Tone, un ecléctico álbum doble titulado GodWeenSatan: The Oneness, el cual estaba conformado por 26 canciones que presentan una gran cantidad de influencias de géneros y estilos, incluyendo jazz, punk, heavy metal, pop, folk, rock progresivo, flamenco y gospel, además de un cover de Prince. Este álbum ha sido descrito como uno de los más influyentes de la década, y es considerado uno de sus lanzamientos más importantes. El álbum, que fue producido por Andrew Weiss (integrante de la Rollins Band), consistía en regrabaciones de material que el dúo ya había grabado con anterioridad. Al poco tiempo Melchiondo y Freeman salieron de gira por Europa.
Al regresar a Estados Unidos el dúo comenzó a grabar material que sería utilizado en su siguiente álbum de estudio. Durante un recital en Nueva York, el grupo conoció a Kramer, un empresario de otro sello independiente, Shimmy Disc, a quien impresionaron una cinta conformada por material que luego formaría parte de The Pod, que sería editado por ese sello en 1991. El grupo tomó la decisión de firmar con Shimmy Disc ya que, según Dean Ween, Twin/Tone no les estaba brindando suficiente apoyo. The Pod presentó un sonido lo-fi más oscuro y menos accesible, aunque el grupo siguió experimentando con diversos géneros. Durante la producción de The Pod el dúo atravesó momentos difíciles debido a la falta de dinero y a haber contraído enfermedades como la mononucleosis y el hepatitis. Ambos tenían otros trabajos (Melchiondo trabajaba en una estación de servicio y Freeman en un restaurante) y estaban viviendo juntos en un departamento en una granja llamada The Pod. En una entrevista Melchiondo admitió que el sonido de The Pod está muy influenciado por el estado de depresión en el que se encontraba y por las drogas que el dúo consumió durante su grabación.

### Lanzamientos con Elektra (1992-2000)
Durante una gira por Inglaterra el dúo comenzó a tener conflictos con Kramer, por lo que se distanciaron de su sello. Sin embargo, al poco tiempo Melchiondo conoció por accidente en un estudio a Steve Rolbovsky, un representante de la división de A&R del sello Elektra que quedó impresionado tras escuchar parte del nuevo material de Ween con el que Melchiondo estaba trabajando en ese momento. Este encuentro permitió que varios sellos se interesaran en contratar a la banda, que finalmente optó por firmar con Elektra ya que el dúo consideró que, si el sello no tenía problema en lanzar sus grabaciones caseras, era poco probable que el mismo intentara obligarlos a moverse en una dirección más comercial. Esto explica por qué, pese a ser editado por medio de un sello grande, Pure Guava (editado en 1992), el primer lanzamiento de Ween con el mismo, continuó con la estética lo-fi del grupo. Según Dean Ween, Pure Guava fue grabado utilizando casetes viejos que utilizaban en sus automóviles, ya que no tenían dinero para comprar cintas nuevas. Sin embargo, Pure Guava ha sido descrito como un álbum más accesible que sus predecesores, en el que, según Heather Phares, el grupo se movió hacia un estilo más "organizado". Pure Guava llegó a los 10 primeros lugares de las listas de música alternativa. Uno de los sencillos del álbum, "Push Th' Little Daisies", llegó a ser un hit en Australia, y la difusión que obtuvo ayudó a que el álbum vendiera alrededor de 200000 copias.
En 1994 la banda editó Chocolate and Cheese, que se diferencia de sus antecesores por su producción más convencional y su sonido más accesible. En Chocolate and Cheese, el dúo reinventa géneros como el country, el soul y el funk, además de experimentar con música inspirada en la banda sonora de spaghetti westerns y con música que trata de temáticas infantiles y enfermedades desde un punto de vista que ha sido descrito por Heather Phares como "políticamente incorrecto". El video de una de las canciones del mismo, "Freedom of '76", fue dirigido por Spike Jonze. Si bien Melchiondo no quedó satisfecho con este álbum, el personal de Elektra se vio tan impresionado por el material que comenzó a planificar un plan de mercadeo de dos años y una larga gira para promocionar el álbum. Desafortunadamente, poco tiempo después de que el grupo comenzara su gira, la mayor parte del personal de Elektra fue despedido por la compañía que era dueña del sello, Time Warner, por lo que la banda perdió gran parte del apoyo que el sello iba a brindarle (a pesar de que los nuevos directivos le aseguraron al grupo de que iban a contar con el mismo). Durante este período ambos integrantes comenzaron a trabajar en otros proyectos, como Moistboyz y Z-Rock Hawaii.
La dirección artística del grupo tomó un giro inesperado hacia el country en su siguiente LP, 12 Golden Country Greats, que a pesar de su título solo tiene 10 canciones (según Freeman, el título se refiere a los músicos que participaron en su grabación, a los que llamó "algunos de los músicos más grandes del mundo"). En un principio este no iba a ser el sucesor de Chocolate and Cheese: el grupo había alquilado una casa en la playa en Holgate, Nueva Jersey, en la que planeaban grabar su siguiente álbum (The Mollusk), pero luego de escribir algunas canciones de country decidieron ir a Nashville, en donde grabaron 12 Golden Country Greats con la presencia de reconocidos músicos de country de la escena local, tales como the Jordanaires, Buddy Spycher, Bobby Ogdin, Russ Hicks, Hargus "Pig" Robbins, y Charlie McCoy. Según Stephen Thomas Erlewine, la presencia de estos sesionistas le da autenticidad al sonido del álbum, pese a que las letras mantienen el estilo humorístico de sus antecesores. El dúo salió de gira con Ogdin y formó una banda llamada The Shit Creek Boys para que los acompañara, la cual incluía a Stuart Basore, Danny Parks, Hank Singer y Matt Kohut.
La casa de la playa que el dúo había alquilado se inundó, por lo que, luego de rescatar cintas y equipamiento de la misma, debieron seguir la grabación del siguiente álbum del grupo, The Mollusk, en otros seis lugares. The Mollusk se editó en 1997, y ha sido descrito como un álbum conceptual con temáticas náuticas, en el que el dúo experimenta con géneros tales como el rock progresivo, el folk y sea shanties, además de new wave, country, polka y musicales de Broadway. El material ha sido comparado con el de bandas de los años 70 como Pink Floyd, Emerson, Lake & Palmer y The Moody Blues. La tapa del álbum fue diseñada por Storm Thorgerson, quien es más conocido por su trabajo en el arte de tapa de varios álbumes de Pink Floyd. The Mollusk fue recibido positivamente por la crítica y es considerado uno de los mejores álbumes del grupo.
En 1999 Dean lanzó el álbum de rarezas Craters Of The Sac exclusivamente en formato mp3, mientras que Elektra editó un álbum doble en vivo titulado Paintin' The Town Brown: Ween Live 1990-1998. Al año siguiente Ween editó White Pepper, un álbum con un sonido pop que llegó al puesto 121 de las listas de Billboard. En White Pepper el grupo presenta canciones con elementos de britpop ("Even If You Don't", cuyo videoclip fue dirigido por los creadores de South Park, Trey Parker y Matt Stone), hardcore ("Stroker Ace"), baladas pop, rock progresivo y psicodélico ("Back To Basom"), y canciones que imitan el estilo de Jimmy Buffett ("Bananas And Blow") y Steely Dan ("Pandy Fackler"). También en el año 2000 Ween puso en marcha una estación de radio para internet llamada WeenRadio, que permite a los visitantes escuchar todo el catálogo del grupo. El sitio fue mencionado por la revista Rolling Stone como el tercer mejor sitio de internet sobre música del año.

### Regreso a sellos independientes (2001-presente)
El grupo creó su propio sello, Chocodog Records, con el objetivo principal de lanzar diversos álbumes en vivo de la banda. Originalmente, Paintin' The Town Brown: Ween Live 1990-1998 iba a ser el primer lanzamiento del mismo. Según Dean Ween, una vez que el álbum fue completado, Elektra vio potencial comercial en el mismo y le negó a Ween el derecho de editarlo por medio de Chocodog. El primer lanzamiento de Chocodog fue Live In Toronto Canada (una grabación de un show de su gira de 1996, en la que Ween toco con The Shit Creek Boys), el cual salió en el año 2001. De este álbum se editaron pocas copias que solo se vendieron por internet, por lo que se convirtió instantáneamente en un objeto de coleccionista. Durante este período Ween grabó la banda sonora de la serie de televisión Grounded For Life. Ween y Elektra terminaron su relación, por lo que el grupo firmó un contrato con el sello independiente Sanctuary Records, mediante el cual editaron en el año 2003 su siguiente LP, Quebec, que llegó al puesto 81 de las listas. En Quebec el grupo recupera elementos del sonido de sus primeros álbumes. Durante el período de grabación y promoción del álbum, el grupo atravesó diversas dificultades: el baterista del grupo, Claude Coleman Jr. sufrió un grave accidente automovilístico, Freeman se divorció y tanto él como Melchiondo tuvieron problemas de adicción a las drogas (que llevaron a Freeman a entrar en rehabilitación). Estas circunstancias llevaron al grupo a cancelar su gira promocional.

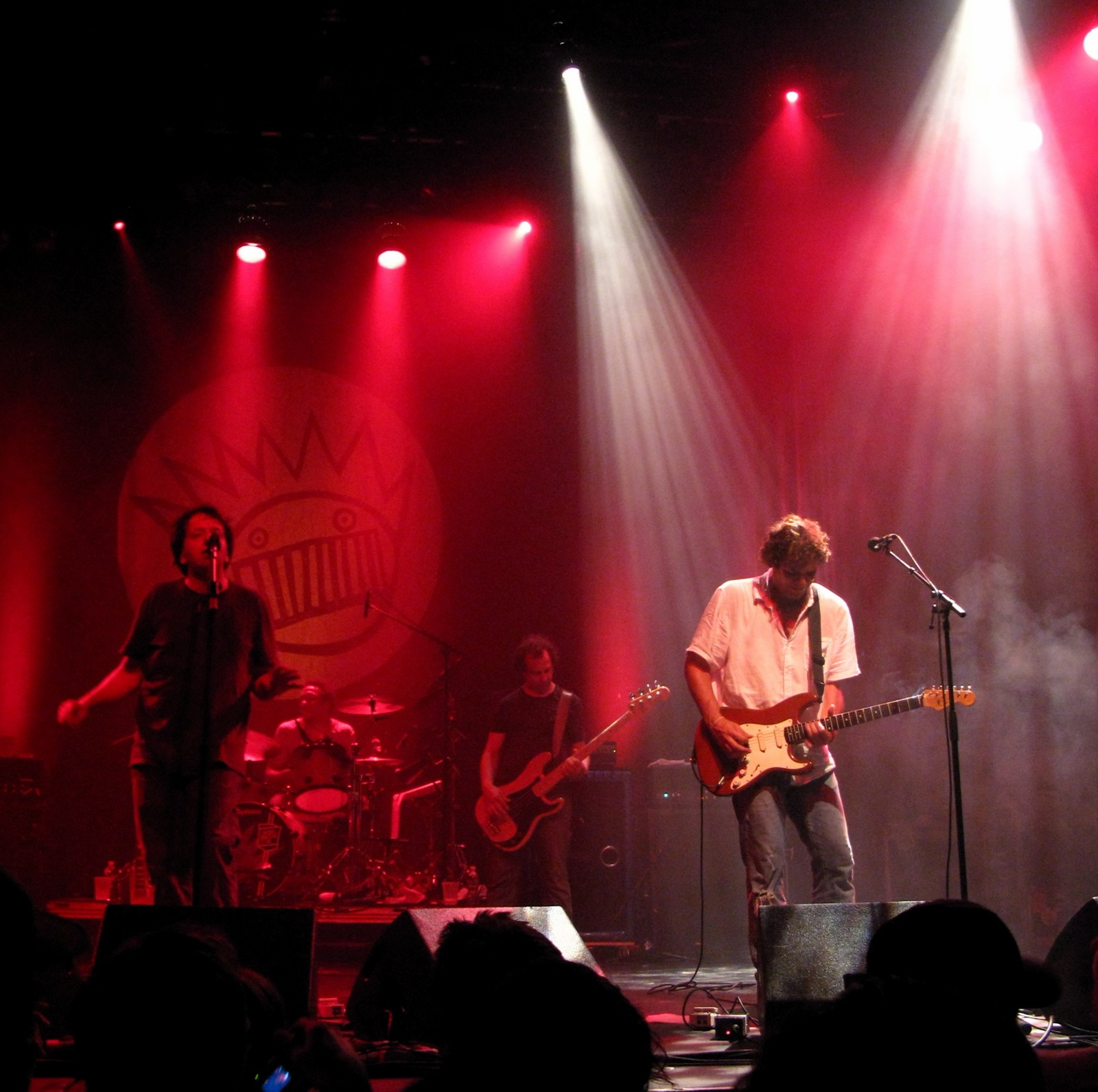
Ween en Montreal, Canadá, el 9 de junio de 2007.

En 2005 el grupo editó Shinola, Vol. 1 por medio de Chocodog, el cual recopila varias canciones que el grupo no utilizó en sus álbumes y que solo se habían editado en Craters of the Sac. Algunas canciones de este lanzamiento muestran influencias de artistas como Prince y Thin Lizzy.
En el año 2007 el grupo editó un EP (The Friends EP), antes de su nuevo álbum de larga duración, La Cucaracha, el cual salió al mercado por medio de Rounder Records. En las letras de La Cucaracha el grupo trata temáticas sobre las relaciones interpersonales mediante canciones de géneros como el reggae ("Fruit Man") y el bluegrass ("Learnin' To Love"). En la última canción del álbum, una pieza de smooth jazz titulada "Your Party", el grupo contó con la colaboración del saxofonista David Sanborn. En esta etapa, Gene y Dean Ween estaban acompañados en sus presentaciones en vivo por el batería Claude Coleman Jr., el teclista Glen McClelland y el bajista Dave Dreiwitz. El 11 de noviembre de 2008 se editó, en formatos CD y DVD, Cat's Cradle in Chapel Hill, NC, 12/9/92, un recital de la etapa inicial del grupo, en la que se presentaban como dúo, recurriendo a cintas para el acompañamiento de bajo y de batería.

## Otros proyectos
Freeman y Melchiondo fueron vocalistas de Z-Rock Hawaii, proyecto que llevaron a cabo junto a integrantes del grupo de noise japonés Boredoms. Esta agrupación editó un álbum homónimo en 1996, el cual fue producido por Andrew Weiss. Claude Coleman también participó en la grabación del mismo.
Melchiondo formó otro grupo llamado Moistboyz junto a su amigo Guy Heller, y al igual que en Ween, ambos adoptaron nombres artísticos que utilizan para este proyecto: Melchiondo el de Mickey Moist y Heller el de Dickie Moist. La música del grupo suele ser encasillada dentro de géneros como el heavy metal y el punk, y el estilo de las letras del mismo ha sido descrito como una forma políticamente incorrecta de crítica social. También ha participado como guitarrista en dos trabajos de su amigo Josh Homme: en un reconocido álbum de Queens Of The Stone Age (Songs For The Deaf), y en uno de los álbumes de The Desert Sessions. Otros artistas con los que ha grabado incluyen a Mark Lanegan y Sound of Urchin.
Coleman tiene un proyecto propio llamado Amandla, en el que canta y toca la mayor parte de los instrumentos. En uno de sus álbumes contó con la colaboración de Freeman, quien también ha editado un álbum (Synthetic Socks, en el que también intervino Melchiondo) y que ocasionalmente realiza presentaciones en vivo como solista.

## Estilo
El estilo del grupo ha sido descrito como "pop posmoderno ecléctico". Iain Ellis describió a Ween en PopMatters como "los indie-Zappas posmodernos", y afirmó que el dúo suele celebrar y ridiculizar los distintos clichés y fórmulas en los que se ha basado la historia del rock, manteniendo una distancia creativa "crítica" de la música a la que hacen referencia. Según Ellis, "Ween expresa inteligentemente la realidad posmoderna de que realmente no hay nada nuevo bajo el sol que no es una reconfiguración creativa de lo que apareció antes". Ween utiliza recursos como distorsiones vocales y solos de guitarra psicodélicos en canciones de diversos géneros.
El grupo suele recurrir al uso de letras chocantes con un sentido del humor que ha sido descrito como "irreverente" y "políticamente incorrecto". Según Ellis, Ween usa letras ofensivas que son exageradas a tal punto que se convierten en "una parodia", por lo que generan un claro contraste con la música aparentemente seria. Según Freeman, "nada me gusta menos que cuando alguien dice mucho de la historia o la idea. Cuando haces eso la gente no puede usar su imaginación y relacionarse con eso de forma personal". El crítico Jim DeRogatis describió las letras del grupo como surrealistas y dadaístas.
En muchas ocasiones la crítica describió a Ween como un grupo que se dedica a hacer parodias o música puramente humorística o satírica. Según Melchiondo, este estereotipo sobre Ween es erróneo, ya que en realidad el grupo busca llegar a la "esencia" de los géneros y estilos musicales que interpretan. En relación con este estereotipo, Melchiondo afirmó que "es el precio que pagamos por tener humor en nuestra música". Andrew Weiss, que produjo la mayoría de los álbumes de estudio del grupo, sostiene que la música del grupo es en realidad "un homenaje, un tributo". Por su parte, Freeman, que tampoco coincide con la idea de que Ween es una banda de parodias o sátiras, considera que si bien el grupo utiliza humor en sus trabajos, el mismo es de un tipo distinto al de artistas como Weird Al Yankovic y They Might Be Giants, con quienes la banda ha sido comparada en ocasiones. Otros artistas con los que se comparó a Ween por su enfoque incluyen a Captain Beefheart, Beck, Tenacious D y Dead Milkmen.
Melchiondo ha mencionado a artistas como Prince, The Beatles y los Butthole Surfers como algunas de las principales influencias del grupo, además de Jimi Hendrix, Miles Davis y diversas bandas de punk; aunque considera que también los ha influenciado música que no les gusta: "Puedo mirar el canal del clima y la música de fondo puede inspirarme". Otros artistas que han sido mencionados como influencias del grupo incluyen a Devo, Laurie Anderson, Frank Zappa, Pink Floyd, The Grateful Dead, Public Enemy, Beastie Boys, Nirvana y The Meatmen. Esta gran diversidad de influencias se ve reflejada en la cantidad de estilos que el grupo interpretó durante su carrera.
En sus presentaciones en vivo el grupo satisface a sus fanes cubriendo todo su catálogo, y permite que se graben bootlegs de sus recitales. En sus comienzos, el dúo aparecía sin acompañamiento en sus recitales: Freeman cantaba y tocaba la guitarra acústica y Melchiondo la guitarra eléctrica, por lo que las partes de bajo y de batería eran ejecutadas desde grabaciones en casetes. Posteriormente adquirieron una máquina para cintas de audio digital a la que recurrieron hasta que, alrededor de 1994, decidieron incorporar un bajista y un baterista en sus presentaciones en vivo. Uno de los motivos que los llevaron a tomar esa decisión fue que su metodología inicial no les permitía improvisar. El grupo ha sido catalogado como parte de la escena de bandas de jam como Phish (quienes realizaron covers de Ween en sus recitales), algo que el dúo también rechaza.

## Discografía

### Lanzamientos independientes
- The Crucial Squeegie Lip (1986)
- Axis: Bold As Boognish (1987)
- Erica Peterson's Flaming Crib Death (1987)
- The Live Brain Wedgie/WAD (1988)
- Prime 5 (1989)

### Álbumes de estudio
- GodWeenSatan: The Oneness (1990)
- The Pod (1991)
- Pure Guava (1992)
- Chocolate and Cheese (1994)
- 12 Golden Country Greats (1996)
- The Mollusk (1997)
- White Pepper (2000)
- Quebec (2003)
- La Cucaracha (2007)

### Álbumes en vivo
- Paintin' the Town Brown: Ween Live 1990-1998 (1999)
- Live In Toronto Canada (2001)
- Live at Stubb's 7/2000 (2002)
- All Request Live (2003)
- Live In Chicago (2004)
- Cat's Cradle in Chapel Hill, NC, 12/9/92 (2008)